# Odrowąż
Odrowąż [pronunciación en polaco: /ɔˈdrɔvɔ̃ʂ/] es un pueblo ubicado en el distrito administrativo de Gmina Żarnów, dentro del Distrito de Opoczno, Voivodato de Łódź, en Polonia central. Se encuentra aproximadamente a 3 kilómetros al norte de Żarnów, a 16 kilómetros al suroeste de Opoczno, y a 76 kilómetros al sureste de la capital regional Łódź.